# Manson (Waszyngton)
Manson – jednostka osadnicza w Stanach Zjednoczonych, w stanie Waszyngton, w hrabstwie Chelan.